# Somlai Lajos (játékvezető)
Somlai Lajos, eredeti neve Simsalek Lajos (Budapest, 1932–1999) magyar nemzeti labdarúgó-játékvezető.

## Pályafutása
1966-ban lett az NB I játékvezetője. Az aktív nemzeti játékvezetéstől 1978-ban vonult vissza. Foglalkoztatására jellemző volt, hogy az 1972/1973-as bajnoki idényben 16 mérkőzés levezetésével bízták meg a küldők. NB I-es mérkőzéseinek száma: 149.
| Időpont             | Helyszín                        | Mérkőzés típusa         | Mérkőzés                | Eredmény |
| ------------------- | ------------------------------- | ----------------------- | ----------------------- | -------- |
| 1966. november 20.  | Városi Stadion, Pécs            | első NB I-es mérkőzés   | Pécsi MSC–Dorog         | 3 – 1    |
| 1978. augusztus 26. | Hungária krt. Stadion, Budapest | utolsó NB I-es mérkőzés | MTK–Dunaújvárosi Kohász | 3 – 0    |

Vezetett kupadöntők száma: 1.
| Időpont        | Helyszín             | Mérkőzés típusa | Mérkőzés            | Eredmény | Nézők száma |
| -------------- | -------------------- | --------------- | ------------------- | -------- | ----------- |
| 1973. május 1. | Népstadion, Budapest | döntő           | Vasas SC–Bp. Honvéd | 4 – 3    | 10 000      |

## Nemzetközi játékvezetés
1972-1976 között nemzetközi játékvezető, ez idő alatt 72 nemzetközi mérkőzésen működött közre.